# Achrik Sokratowitsch Zweiba
Achrik Sokratowitsch Zweiba (russisch Ахрик Сократович Цвейба; ukrainisch А́хрік Сократович Цве́йба; * 10. September 1966 in Gudauta, Abchasische ASSR) ist ein ehemaliger Fußballspieler abchasischer Herkunft.
Zweiba spielte sowohl für die sowjetische Nationalmannschaft, für die Auswahl der GUS, wie auch für die ukrainische und die russische Nationalmannschaft.
Zweiba begann seine Karriere in der Jugendmannschaft des  FK Dinamo Suchum, nach einem kurzen Gastspiel bei SKA Chabarowsk spielte der Verteidiger von 1985 bis 1989 mit Dinamo Tiflis in der höchsten Spielklasse der Sowjetunion, der Wysschaja Liga. 1990 wechselte Zweiba zum Spitzenteam Dynamo Kiew und gewann mit Kiew in dieser Saison die sowjetische Meisterschaft sowie den sowjetischen Pokal. Im Pokalendspiel, welches Dynamo mit 6:1 gegen Lokomotive Moskau gewann, kam Zweiba zum Einsatz. 1991 wurde er zum ukrainischen Fußballer des Jahres gewählt.
Zweiba spielte 1993 für einige Monate in der russischen Obersten Liga für Kamas Nabereschnyje Tschelny, dann wechselte er 1994 zu Gamba Osaka nach Japan, für dieses Team bestritt er insgesamt 75 Spiele. Nachdem er 1997 für Alanija Wladikawkas in der höchsten russischen Spielklasse angetreten war, wechselte Zweiba 1998 für ein Jahr nach China zu Qianwei (Vanguard) Huandao. Die Spielzeiten 1999 und 2000 absolvierte er für den FC Uralan Elista wieder in der russischen Premjer-Liga. Nach der Saison 2001, die Zweiba für Dynamo Moskau spielte ging er noch kurz zum zypriotischen Club AEK Larnaka, beendete dann aber seine aktive Karriere.
Zweiba spielte im Februar 1990 erstmals für die sowjetische Nationalmannschaft. Er stand auch im sowjetischen Aufgebot bei der Weltmeisterschaft 1990 in Italien kam während dieses Turniers allerdings zu keinem Einsatz. 1992 nahm er mit dem Team der GUS  an der EM in Schweden teil und spielte in den Vorrundenbegegnungen gegen Deutschland und gegen die Niederlande. Obwohl er im November 1992 bereits ein Länderspiel für die Ukraine absolviert hatte, kam Zweiba 1997 noch insgesamt achtmal für die russische Nationalmannschaft zum Einsatz.